# Pływanie na Letnich Igrzyskach Olimpijskich 2012 – 400 m stylem zmiennym kobiet
Wyścig na 400 m stylem zmiennym kobiet – jedna z konkurencji pływackich rozgrywanych podczas XXX Igrzysk Olimpijskich w Londynie.
Wyznaczone przez FINA minima kwalifikacyjne wynosiły 4:41.75 (minimum A) oraz 4:51.75 (minimum B).
Obrończynią tytułu z Pekinu była Stephanie Rice.
Rywalizacja rozpoczęła się 28 lipca o 11:17 czasu londyńskiego, finał rozegrany został tego samego dnia o 20:09.
Mistrzynią olimpijską w wyścigu na 400 m stylem zmiennym została Chinka Ye Shiwen.

## Statystyka

### Rekordy
Tabela przedstawia rekordy olimpijski, świata oraz poszczególnych kontynentów w tej konkurencji.
| Rekord świata     | Stephanie Rice (AUS)  | 4:29.45 | Pekin, Chiny | 10.08.2008 |
| Rekord olimpijski | Stephanie Rice (AUS)  | 4:29.45 | Pekin, Chiny | 10.08.2008 |
| Rekord Afryki     | Kirsty Coventry (ZIM) | 4:29.89 | Pekin, Chiny | 10.08.2008 |
| Rekord Ameryki    | Katie Hoff (USA)      | 4:31.12 | Omaha, USA   | 29.06.2008 |
| Rekord Azji       | Li Xuanxu (CHN)       | 4:30.43 | Jinan, Chiny | 17.10.2009 |
| Rekord Europy     | Katinka Hosszú (HUN)  | 4:30.31 | Rzym, Włochy | 2.08.2009  |
| Rekord Oceanii    | Stephanie Rice (AUS)  | 4:29.45 | Pekin, Chiny | 10.08.2008 |

### Listy światowe
Tabela przedstawia 10 najlepszych wyników uzyskanych w sezonie 2012 przed rozpoczęciem igrzysk.
| lp. | Zawodnik               | Wynik   | Data       | Miejsce      |
| --- | ---------------------- | ------- | ---------- | ------------ |
| 1.  | Elizabeth Beisel       | 4:31.74 | 25 czerwca | Omaha        |
| 2.  | Zheng Rongrong         | 4:32.20 | 8 stycznia | Nanning      |
| 3.  | Hannah Miley           | 4:32.67 | 3 marca    | Londyn       |
| 4.  | Katinka Hosszú         | 4:32.83 | 29 marca   | Indianapolis |
| 5.  | Stephanie Rice         | 4:33.45 | 15 marca   | Adelaide     |
| 6.  | Mireia Belmonte García | 4:33.91 | 29 marca   | Malaga       |
| 7.  | Caitlin Leverenz       | 4:34.48 | 25 czerwca | Omaha        |
| 8.  | Li Xuanxu              | 4:34.92 | 1 kwietnia | Shaoxing     |
| 9.  | Ye Shiwen              | 4:35.17 | 1 kwietnia | Shaoxing     |
| 10. | Zsuzsanna Jakabos      | 4:35.68 | 21 maja    | Debreczyn    |

## Wyniki

### Eliminacje
Do eliminacji przystąpiło 35 zawodniczek z 28 krajów (nie wzięła udziału Brazylijka Joanna Melo). Na tym etapie zawodów rekord Pakistanu ustanowiła Anum Bandey (5:34.64). Jedyna Polka w stawce Karolina Szczepaniak zajęła 31. miejsce (4:52.50). Do finału kwalifikowano zawodniczki z 8 najlepszymi czasami.

### Wyścig 1
| Poz. | Tor | Zawodnik              | Narodowość | Wynik   | Uwagi |
| ---- | --- | --------------------- | ---------- | ------- | ----- |
| 1    | 3   | Nguyễn Thị Ánh Viên   | Wietnam    | 4:50.32 |       |
| 2    | 4   | Susana Escobar Torres | Meksyk     | 4:50.57 |       |
| 3    | 5   | Noora Laukkanen       | Finlandia  | 4:53.54 |       |
| 4    | 6   | Anum Bandey           | Pakistan   | 5:34.64 |       |

### Wyścig 2
| Poz. | Tor | Zawodnik             | Narodowość       | Wynik   | Uwagi |
| ---- | --- | -------------------- | ---------------- | ------- | ----- |
| 1    | 5   | Kim Seo-yeong        | Korea Południowa | 4:43.99 |       |
| 2    | 4   | Stephanie Horner     | Kanada           | 4:45.49 |       |
| 3    | 7   | Hanna Dzerkal        | Ukraina          | 4:48.19 |       |
| 4    | 6   | Andreína Pinto Pérez | Wenezuela        | 4:48.64 |       |
| 5    | 8   | Sara Nordenstam      | Norwegia         | 4:51.28 |       |
| 6    | 1   | Karolina Szczepaniak | Polska           | 4:52.50 |       |
| 7    | 2   | Sara El Bekri        | Maroko           | 4:53.21 |       |
| 8    | 3   | Georgina Bardach     | Argentyna        | 4:57.31 |       |

### Wyścig 3
| Poz. | Tor | Zawodnik            | Narodowość    | Wynik   | Uwagi |
| ---- | --- | ------------------- | ------------- | ------- | ----- |
| 1    | 5   | Ye Shiwen           | Chiny         | 4:31.73 | Q     |
| 2    | 4   | Katinka Hosszú      | Węgry         | 4:33.77 | Q     |
| 3    | 3   | Zsuzsanna Jakabos   | Węgry         | 4:37.37 |       |
| 4    | 6   | Barbora Závadová    | Czechy        | 4:41.84 |       |
| 5    | 8   | Natalie Wiegersma   | Nowa Zelandia | 4:44.78 |       |
| 6    | 2   | Mihō Takahashi      | Japonia       | 4:45.10 |       |
| 7    | 7   | Jana Martynowa      | Rosja         | 4:45.94 |       |
| 8    | 1   | Claudia Dasca Romeu | Hiszpania     | 4:46.80 |       |

### Wyścig 4
| Poz. | Tor | Zawodnik          | Narodowość        | Wynik   | Uwagi |
| ---- | --- | ----------------- | ----------------- | ------- | ----- |
| 1    | 4   | Hannah Miley      | Wielka Brytania   | 4:34.98 | Q     |
| 2    | 5   | Stephanie Rice    | Australia         | 4:35.76 | Q     |
| 3    | 3   | Caitlin Leverenz  | Stany Zjednoczone | 4:36.09 | Q     |
| 4    | 6   | Miyu Otsuka       | Japonia           | 4:39.13 |       |
| 5    | 7   | Stina Gardell     | Szwecja           | 4:41.33 |       |
| 6    | 2   | Katheryn Meaklim  | Południowa Afryka | 4:43.46 |       |
| 7    | 1   | Stefania Pirozzi  | Włochy            | 4:45.61 |       |
| 8    | 8   | Jördis Steinegger | Austria           | 4:45.80 |       |

### Wyścig 5
| Poz. | Tor | Zawodnik               | Narodowość        | Wynik   | Uwagi |
| ---- | --- | ---------------------- | ----------------- | ------- | ----- |
| 1    | 4   | Elizabeth Beisel       | Stany Zjednoczone | 4:31.68 | Q     |
| 2    | 5   | Li Xuanxu              | Chiny             | 4:34.28 | Q     |
| 3    | 3   | Mireia Belmonte García | Hiszpania         | 4:34.70 | Q     |
| 4    | 1   | Anja Klinar            | Słowenia          | 4:38.20 |       |
| 5    | 2   | Aimee Willmott         | Wielka Brytania   | 4:38.87 |       |
| 6    | 6   | Blair Evans            | Australia         | 4:40.42 |       |
| 7    | 7   | Lara Grangeon          | Francja           | 4:44.28 |       |
|      | 8   | Joanna Melo            | Brazylia          |         | DNS   |

### Finał
| Poz. | Tor | Zawodnik               | Narodowość        | Wynik   | Uwagi |
| ---- | --- | ---------------------- | ----------------- | ------- | ----- |
|      | 5   | Ye Shiwen              | Chiny             | 4:28.43 |       |
|      | 4   | Elizabeth Beisel       | Stany Zjednoczone | 4:31.27 |       |
|      | 6   | Li Xuanxu              | Chiny             | 4:32.91 |       |
| 4.   | 3   | Katinka Hosszú         | Węgry             | 4:33.49 |       |
| 5.   | 7   | Hannah Miley           | Wielka Brytania   | 4:34.17 |       |
| 6.   | 1   | Stephanie Rice         | Australia         | 4:35.49 |       |
| 6.   | 8   | Caitlin Leverenz       | Stany Zjednoczone | 4:35.49 |       |
| 8.   | 2   | Mireia Belmonte García | Hiszpania         | 4:35.62 |       |